# Una pistola tranquilla
Una pistola tranquilla (The Quiet Gun) è un film del 1957 diretto da William F. Claxton.
È un film western statunitense con Forrest Tucker, Mara Corday e Jim Davis. È basato sul romanzo del 1955 Lawman di Lauran Paine.

## Produzione
Il film, diretto da William F. Claxton su una sceneggiatura di Eric Norden e Earle Lyon con il soggetto di Lauran Paine, fu prodotto dallo stesso Lyon per la Regal Films e girato nell'Iverson Ranch a Chatsworth, Los Angeles, e nel ranch di Corriganville, Simi Valley, in California. Il titolo di lavorazione fu Fury at Rock River.

## Distribuzione
Il film fu distribuito con il titolo The Quiet Gun negli Stati Uniti nel gennaio del 1957 al cinema dalla Twentieth Century Fox.
Altre distribuzioni:
- in Svezia l'8 aprile 1957 (Sheriffen slår till)
- in Finlandia il 31 maggio 1957 (Äänetön pistooli)
- in Grecia (O nomos einai i douleia mou)
- in Italia (Una pistola tranquilla)